# Minuano (vento)
Vento minuano ou simplesmente minuano é a corrente de ar que tipicamente acomete os estados brasileiros do Rio Grande do Sul, Santa Catarina e Paraná. É um vento frio de origem polar (massa de ar polar atlântica), de orientação sudoeste, algumas vezes também classificado como cortante. Ocorre após a passagem das frentes frias de outono e inverno, geralmente depois das chuvas.
Seu nome deriva dos Minuanos, um grupo indígena que habitava os campos no sul do estado do Rio Grande do Sul.